# 셰켈

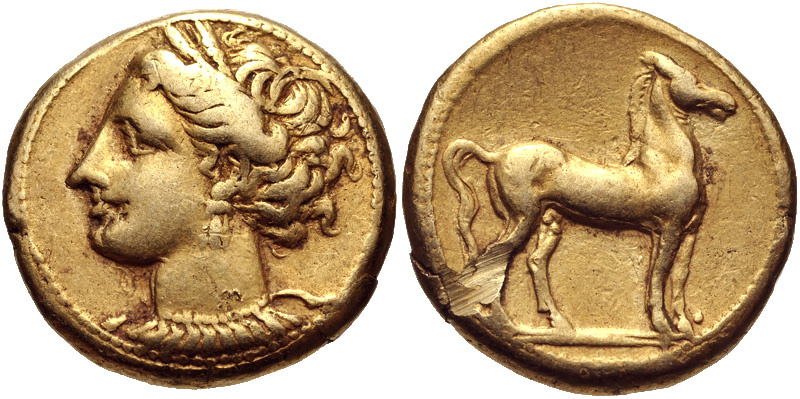
타니트의 그림이 새겨진, 호박금으로 된 고대 카르타고의 셰켈.

셰켈(shekel 또는 sheqel)은 고대에 쓰이던 통화와 무게 단위 중 하나다. 셰켈은 처음에는 무게의 단위로, 약 11g 이었고, 고대 티레와 고대 카르타고에서 화폐가 되었고, 그 후 마카베오의 지배하에 있던 고대 이스라엘에서 화폐가 되었다.